# Guillaume Dufay
Guillaume Dufay (født ca. 5. august 1397, død 27. november 1474) var en fransk-flamsk komponist og musikteoretiker fra den tidlige renæssance. Han blev betragtet som Europas førende komponist i sin samtid, og hans musik blev både ofte opført og imiteret. Dufay var knyttet til den såkaldte burgundiske skole, en tidlig periode i den fransk-nederlandske musiktradition.
Selvom Dufay er en af de bedst dokumenterede komponister fra den tidlige renæssance, ved man i dag meget lidt om hans barndom og familie. Det antages, at han var uægte søn af en præst. Dufay studerede musik ved katedralen i Cambrai i nutidens Frankrig under vejledning fra Nicolas Malin og Richard Loqueville og arbejdede senere over hele Europa. Fra Cambrai rejste han gennem de italienske byer Rimini, Pesaro og Bologna til Rom, hvor han i 1428 fik ansættelse ved pavens hof. Her skrev han blandt andet motetterne Balsamus et mundra cera (1431), Ecclesiae militantis (ca. 1431) og Supremum est mortalibus (1433). Da Rom i 1430'erne blev ramt af økonomisk og politisk krise, søgte Dufay midlertidig ansættelse hos hertugen af Savoyen.
I 1436 vendte Dufay tilbage til Italien. Samme år komponerede han sit mest berømte værk, den komplekse motet Nuper rosarum flores, skrevet til indvielsen af Filippo Brunelleschis kuppel på domkirken i Firenze. Dufay bosatte sig derefter i Bologna, hvor paven kortvarigt havde sit sæde, og hvor han lærte den magtfulde Este-slægt at kende. Han tjente senere hos hertug Filip den Gode i Cambrai, hvor han muligvis skrev nogle musikteoretiske værker, som nu er gået tabt. Efter kortvarige ophold i både Savoyen og Italien slog Dufay sig permanent ned i Cambrai i 1458. Her skiftede han fokus fra sange og motetter til at komponere engelskinspirerede cykliske messer som Ave regina celorum (ca. 1460), Ecce ancilla Domini (ca. 1460), L'homme armé (ca. 1460) og Se la face ay pale (ca. 1450). I Cambrai komponerede han også et rekviem, som er gået tabt, og han modtog besøg af tidens førende musikere, herunder Antoine Busnois, Loyset Compère, Johannes Tinctoris og især Johannes Ockeghem, som alle blev inspireret af ham.
Dufay regnes af mange for at være den ledende skikkelse i den generation af europæiske musikere, der som de første kunne leve af at komponere musik. Hans karriere gav ham mulighed for at rejse over hele Vesteuropa, hvilket førte til udviklingen af en international stil og et kompositorisk repertoire, der omfatter stort set alle samtidens former for polyfonisk musik.

## Biografi

### Baggrund
Guillaume Dufays liv er bedre dokumenteret end nogen anden komponists fra det 15. århundrede. Dette skyldes flere faktorer, først og fremmest hans ansættelser ved indflydelsesrige institutioner, som omhyggeligt nedfældede oplysninger om deres ansatte, samt Dufays egen vane med at indarbejde biografiske og historiske referencer i sine kompositioner. I modsætning til mange andre nordfranske katedralarkiver, der er gået tabt, eksisterer Cambrais katedralarkiv stadig, hvilket giver en værdifuld indsigt i Dufays liv og arbejde.
Dufays efternavn staves traditionelt i ét ord, selvom man i slutningen af forrige århundrede fandt dokumentation for, at det i samtiden ofte blev stavet "Du Fay." Dufays forældre brugte sandsynligvis stavemåden "Du Fayt," men af ukendte årsager ændrede Dufay stavningen under sit ophold i Italien. Hans fornavn optræder i de tidligste kilder fra Cambrai med variationer som Willaume, Willermus, Willem eller Wilhelm.

### Tidlige liv
Ud fra Dufays testamente kan man slutte, at han sandsynligvis blev født i Beersel nær Bruxelles som uægte søn af Marie Du Fayt og en ukendt præst. Tidligt i sit liv flyttede Dufay med sin mor til Cambrai, hvor de boede hos en slægtning, som var kannik ved byens domkirke. Denne familiemæssige forbindelse til katedralen i Cambrai bidrog til, at Dufays tidlige liv er så velbelyst, da katedralens ledelse omhyggeligt nedskrev detaljer om deres ansatte. Det var også ved katedralen i Cambrai, Dufays musikalske talent blev opdaget, og han modtog en omfattende musikuddannelse gennem domkapitlets forsorg. I løbet af sommeren 1409 modtog Dufay undervisning af Rogier de Hesdin, og samme år blev han udpeget som kordreng i kirken. Senere blev han undervist af Nicolas Malin, som øjensynligt var så imponeret over Dufays evner, at katedralens ledelse i 1411 forærede ham en kopi af Alexander af Villedieus lærebog Doctrinale puerorum (ca. 1199), en yderst kostbar gave til en så ung elev. I juni 1414 blev han hjælpepræst ved Saint-Géry-kirken tæt ved katedralen, hvor han fortsatte sine musikstudier under blandt andre Richard Loqueville. Samme år rejste Dufay sandsynligvis til Konstanzkoncilet, hvor han blev indtil sin tilbagevenden til Cambrai i 1418.

### Fra Cambrai til Italien og Savoyen
Dufay fungerede som hjælpediakon ved katedralen i Cambrai fra 1418 til 1420, hvorefter han rejste til Italien, først til Rimini og senere til Pesaro, hvor han fandt ansættelse hos den indflydelsesrige Malatesta-familie. Det er muligt, at Dufay havde stiftet bekendtskab med medlemmer af denne magtfulde italienske slægt under sin rejse til Konstanzkoncilet. Mange af Dufays værker fra denne periode bærer tydelige præg af italiensk indflydelse. I Italien mødte han også komponisterne Hugo de Lantins og Arnold de Lantins, der ligesom ham arbejdede som musikere ved Malatesta-familiens hof. I 1424 måtte Dufay vende hjem til Cambrai, da hans mors slægtning, hos hvem de boede, blev alvorligt syg og senere døde. Allerede i 1426 var han dog tilbage i Italien, denne gang i Bologna, hvor han blev ansat af kardinal Louis Aleman. I Bologna blev Dufay udnævnt til diakon og modtog senere præstevielsen.
I 1428 blev kardinal Aleman tvunget til at flygte fra Bologna på grund af politiske stridigheder, og Dufay rejste derfor videre til Rom, hvor han blev en del af det pavelige kor, som var en af tidens førende musikinstitutioner. Her tjente han først under pave Martin 5. og senere under pave Eugenius 4. Dufays ry voksede markant i denne periode, og han blev snart anerkendt som en af Europas førende musikere. I 1434 blev han ansat som kapelmester ved grev Amadeus 8. af Savoyens hof. Dufay havde forladt Rom på grund af økonomisk usikkerhed og de politiske magtkampe mellem paven og koncilet i Basel. I 1435 fandt Dufay dog endnu engang ansættelse hos pave Eugenius 4., som året forinden var blevet fordrevet fra Rom af oprørere og havde slået sig ned i Firenze. Her komponerede Dufay den berømte motet Nuper rosarum flores, som blev uropført ved indvielsen af byens domkirke i 1436.
Senere samme år flyttede det pavelige hof til Bologna, hvor Dufay kom i kontakt med Este-familien, en af renæssancens vigtigste mæcener, som støttede ham økonomisk i mange år. I denne periode modtog Dufay også en juragrad fra universitetet. Da der ikke findes nogen dokumentation for, at han studerede jura i Bologna, antager man, at graden blev tildelt ham ved pavelig forordning. Da en position som kannik ved katedralen i Cambrai blev ledig, blev Dufay udnævnt af paven til denne stilling. Selvom Dufay længe havde ønsket en passende stilling nær sin hjemby, blev han i Italien nogle år endnu. Selvom hans juragrad ikke var en forudsætning for hans virke som kannik, anså Dufay titlen for så vigtig, at den også blev nævnt på hans gravmonument.

### Tilbagevenden til Cambrai
De tiltagende magtkampe mellem pave Eugenius 4. og koncilet i Basel kulminerede i 1439, da pave Eugenius blev afsat, og koncilet indsatte grev Amadeus 8. af Savoyen, Dufays tidligere arbejdsgiver, som modpave under navnet Felix 5. Som følge heraf vendte Dufay tilbage til Cambrai samme år, hvor han forblev kannik gennem 1440'erne. Samtidig blev han ansat ved hertug Filip den Gode af Burgunds hof. I denne periode indledte Dufay et samarbejde med komponisten Nicolas Grenon, og sammen skabte de en lang række polyfoniske værker til liturgisk brug i kirken. I 1444 mistede Dufay sin mor, Marie, som blev begravet i Cambrais domkirke. Året efter flyttede Dufay ind i den tidligere kanniks bolig, som blev hans faste hjem resten af livet. Det er muligt, at Dufay i denne periode skrev sine musikteoretiske værker.

### Rejser til Italien og Savoyen
Med modpave Felix 5.s abdikation i 1449 stilnede de interne stridigheder i den romersk-katolske kirke, hvilket gav Dufay anledning til endnu engang at rejse mod syd. I 1450 opholdt han sig kortvarigt i Torino og rejste derefter til Savoyen i 1452, hvor han blev de næste seks år. Her søgte han en stilling, der kunne sikre ham et passende otium. Fra denne periode stammer blandt andet motetten Lamentatio sanctae matris ecclasiae Constantinopolitanae (ca. 1453), der sørger over Konstantinopels fald i 1453, samt messen Se la face ay pale. Fra Savoyen sendte Dufay også et brev til Lorenzo Medici, hvilket viser hans fortsatte forbindelse til det italienske aristokrati. I Savoyen arbejdede han lejlighedsvis som kantor ved Ludvig 1.s hof, men da det ikke lykkedes ham at finde en tilfredsstillende permanent stilling, vendte han tilbage til Cambrai i 1458, hvor han tilbragte resten af sit liv.

### Sidste leveår i Cambrai
I sine sidste leveår fortsatte Dufay som kannik ved katedralen i Cambrai. Han var nu bredt anerkendt som Europas største komponist. Han modtog besøg af fremtrædende musikere som Antoine Busnois, Johannes Ockeghem, Johannes Tinctoris og Loyset Compère, der alle bidrog til udviklingen af næste generations polyfoniske stil. I denne periode komponerede Dufay også musik til hertugen af Burgunds hof og antages at have skrevet messen L'homme armé, som muligvis var inspireret af Filip den Godes planer om et korstog mod tyrkerne efter Konstantinopels fald. Omkring 1460 komponerede Dufay også et rekviem, der i dag er gået tabt.
Dufay døde efter langvarig sygdom den 27. november 1474. På sit dødsleje ønskede han, at hans motet Ave regina celorum skulle synges for ham, men ønsket nåede ikke at blive opfyldt. Hans tabte rekviem blev dog opført ved hans begravelse. Dufay blev lagt til hvile i katedralen i Cambrai. Under Den Franske Revolution blev kirken ødelagt, og Dufays gravsten forsvandt. Den blev dog genfundet i 1859, hvor den blev brugt som brønddæksel, og opbevares nu på kunstmuseet i Lille.

## Musikteoretiske værker
Man ved, at Dufay skrev mindst to musikteoretiske værker, som i dag er gået tabt. Det første værk, Musica, citeres i Franchinus Gaffurius' musikteoretiske skrifter, men citaterne er få, og deres indhold adskiller sig ikke nævneværdigt fra andre af tidens musikteoretiske afhandlinger. Musikologen Francesco Rocco Rossi har foreslået, at Gaffurius muligvis inddrog disse ret trivielle citater fra den anerkendte komponist Dufay for at styrke sin egen argumentation. Det andet værk omtales af musikologen François-Joseph Fétis, som hævdede at have set en udgave af Dufays Tractatus de musica mensurata et de proportionibus fra det 16. århundrede. Udover navnet på dette værk vides der intet om det.  
Hvis Dufay virkelig skrev disse værker, var han en del af en tradition sammen med komponister som Johannes Ciconia, Gaffurius og Johannes Tinctoris, der også forfatterede teoretiske afhandlinger. Der er også mulighed for, at Gaffurius og Fétis i virkeligheden refererer til det samme værk, og at Musica blot er en forkortelse for det værk, som Fétis hævdede at have set.

## Portrætter
Der findes to samtidige portrætter af Guillaume Dufay. Det tidligste er en miniatur, der forestiller Dufay og komponisten Gilles Binchois i et manuskript fra ca. 1440 af digteren Martin le Francs Le champion des dames. På illustrationen står Dufay til venstre med et portativ, mens Binchois står til højre med en lille harpe. Manuskriptet opbevares i dag på det franske nationalbibliotek. Den ukendte illustrator menes at være Barthélemy Poignare, som også nedskrev manuskriptet. Vedkommende regnes uanset hvad for at have kendt Dufay personligt, da hans stil er blevet identificeret i andre samtidige manuskripter fra Cambrai.
Det andet portræt af Dufay findes på hans gravmonument, hvor han er afbildet knælende i venstre hjørne. Bag ham står Sankt Waudru, skytshelgenen for byen Mons, hvor Dufay havde et æreskald. Til højre for ham ses tre soldater og en engel, som betragter den genopståede Kristus.

## Indflydelse
Før Dufays tid eksisterede idéen om en "komponist" - en musiker, hvis primære beskæftigelse er at komponere musik - ikke. I det 15. århundrede begyndte flere europæiske musikere imidlertid at dedikere sig til kompositionen på bekostning af andre musikalske aktiviteter. Blandt disse var Dufay den mest fremtrædende.
Dufay var en af de sidste komponister, der benyttede senmiddelalderens polyfoniske teknikker som isorytmik, og en af de første, der indførte den tidlige renæssances harmonisk blidere klange, fraser og melodier. Hans værker har en ensartet stil og blev berømte på grund af Dufays perfekte beherskelse af samtidens musikalske former samt hans evne til at skabe iørefaldende og sangbare melodier. I sin samtid blev Dufay betragtet som en af sin generations største komponister.
Dufay har lagt navn til det britiske ensemble Dufay Collective, som specialiserer sig i at spille tidlig musik med tidstypisk instrumentering.